# Министарство одбране Црне Горе
Министарство одбране Црне Горе је ресор Владе Црне Горе задужен за одбрану државе од унутрашњих и спољашњих војних претњи. Актуелни министар одбране је Филип Аџић. Зграда министарства се налази у Подгорици.

## Списак министара од 2006.
- Мило Ђукановић (21. мај 2006 — 10. новембар 2006)
- Боро Вучинић (10. новембар 2006 — 4. децембар 2012)
- Милица Пејановић Ђуришић (4. децембар 2012 — 28. новембар 2016)
- Предраг Бошковић (28. новембар 2016 — 4. децембар 2020)
- Оливера Ињац (4. децембар 2020 — 28. април 2022)
- Рашко Коњевић (28. април 2022 — 21. октобар 2022)
- Филип Аџић (в.д, од 21. октобра 2022)